# Susanne Rubbert
Susanne Rubbert (* 1955) ist eine deutsche Juristin und Richterin.

## Beruflicher Werdegang
Nach dem Abitur am Gymnasium Oberalster studierte Susanne Rubbert in der einstufigen Juristenausbildung Rechtswissenschaften und legte die Juristischen Staatsprüfungen ab. Sie promovierte 1984 in Hamburg über das Thema Saal- und Medienöffentlichkeit mündlicher Verhandlungen zwischen Verwaltung und Bürgern: ein Beitrag zur Diskussion der Verwaltungspublizität.
Sie trat in Hamburg in den Justizdienst ein und wurde Richterin, später Vorsitzende Richterin am Verwaltungsgericht Hamburg. Als Vorsitzende Richterin stand sie dort der Kammer 15 vor, die unter anderem Verfahren zum Verkehrsrecht verhandelt (Stand Juli 2021). Im Rahmen des Hamburger Projekts Justiz 2000 war sie 2001 am Verwaltungsgericht für ein Pilotprojekt zuständig, das die digitale Spracherkennung am Richterarbeitsplatz erprobte.
2004 wurde sie von der Bürgerschaft der Freien und Hansestadt Hamburg zum vertretenden Mitglied an das Hamburgische Verfassungsgericht gewählt. Am 21. September 2010 endete ihre Amtszeit.

## Verfahren
2003 führte die Richterin ein Verfahren, in dem es um die Zulässigkeit von Fahrerausweisen für Taxifahrer mit Namen und Bild ging.
2004 stufte eine Kammer des Verwaltungsgerichts Hamburg unter dem Vorsitz von Susanne Rubbert das Wohnrecht eines Klägers höher ein als die Interessen von Airbus. Der Kläger hätte durch das geplante Bauprojekt eines Airbus-Tochterunternehmens den Hof verloren, auf dem seine Familie seit Jahrhunderten lebt.

## Publikationen (Auswahl)

### Als Alleinautorin
Saal- und Medienöffentlichkeit mündlicher Verhandlungen zwischen Verwaltung und Bürgern: ein Beitrag zur Diskussion der Verwaltungspublizität. Lang Verlag, Frankfurt 1985, ISBN 3-8204-8516-3

### Als Mitautorin
- Susanne Rubbert, Dierk Müller-Fritsch: Gesellenbeteiligung in den Dachverbänden des Handwerks. In: Arbeit und Recht, Heft 8, 1984, S. 232
- Wolfgang Hoffmann-Riem, Susanne Rubbert: Atomrechtlicher Erörterungstermin und Öffentlichkeit. Zum Verhältnis von Bürgerbeteiligung und Öffentlichkeit. 1998, ISBN 978-3-7685-3084-2.